# 高崎山

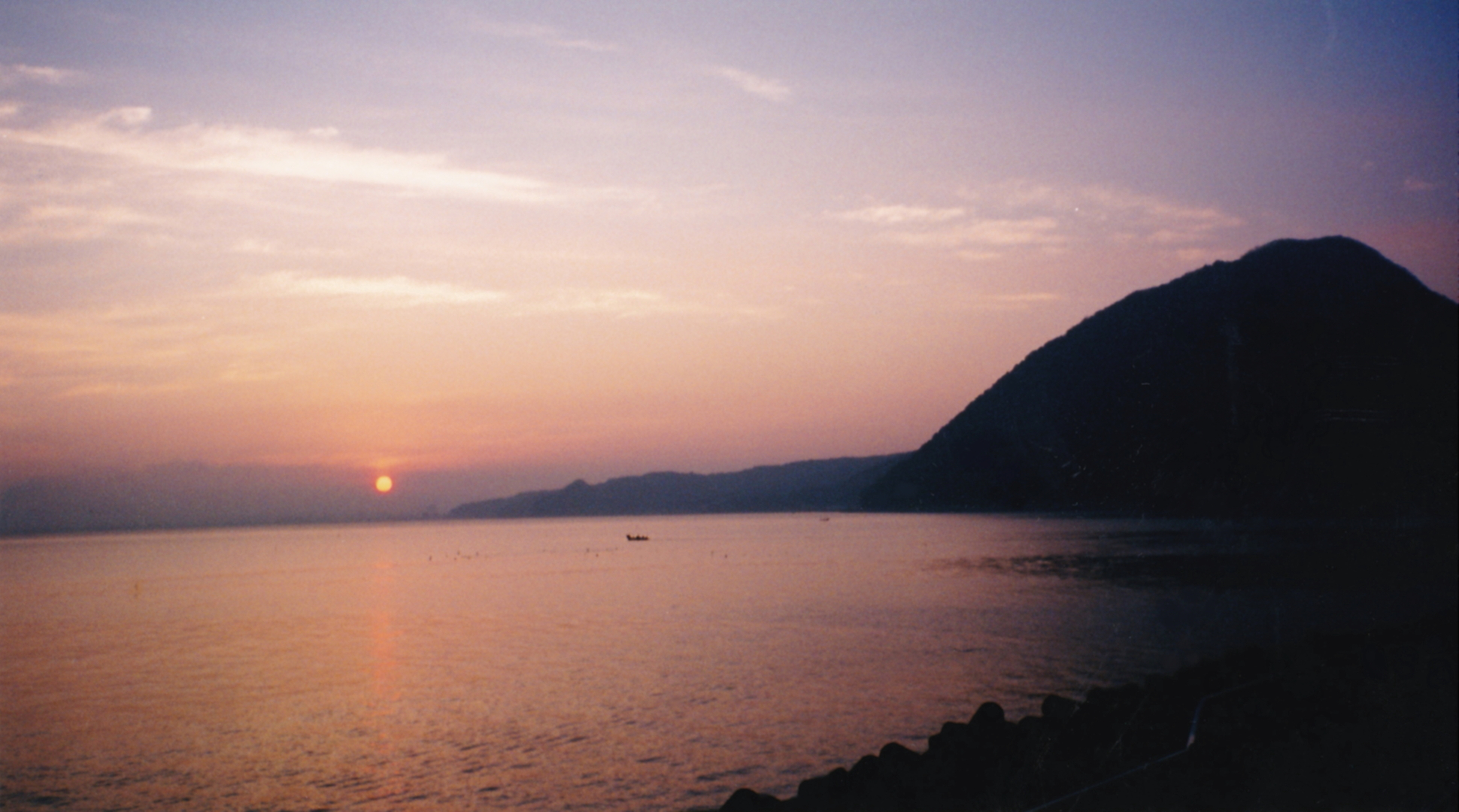
高崎山と日の出

高崎山（たかさきやま）は、大分県大分市最西部と別府市および由布市との境界にある山である。標高は628.4m。

## 概要
由布岳、鶴見岳等が連なる火山群の南東端にあたり、別府湾にせり出すように屹立する。現在は火山活動を終えているが、約50万年前の更新世中期に活動した溶岩ドームである。
瀬戸内海国立公園内に位置し、日本山岳会東九州支部が選定した大分百山のひとつである。別府湾側の山麓には、山中に生息する野生のニホンザルを餌付けした高崎山自然動物園がある。また、別府湾とは逆側に位置し、田ノ浦海岸や柞原八幡宮等からアクセスできる南登山口からは、高崎山セラピーロードと呼ばれる頂上まで続く登山道が整備されている。

## 歴史
四方を見渡せることから、古くは四極山（しはつやま）と呼ばれ、それが転じて柴津山とも呼ばれた。明治時代にも、四極山という呼び名が高崎山よりも一般的であったことが窺える記録がある。
奈良時代には烽（とぶひ）が置かれた。山頂に築かれた高崎山城は難攻不落として知られ、南北朝の戦乱や島津氏の豊後侵入に際して大友氏の拠城となった。高崎山城は1593年の大友氏の廃絶により廃城となり、現在では遺構のみが残っている。
別府湾にせり出した高崎山のために、大分と別府の間は難路として知られていた。かつて別府・大分間の交通は高崎山の裏側の銭瓶峠や赤松峠を超える峠道が主で、近道をしようとすれば海路を選ぶか、干潮を待って崖下の隘路を歩いて通るしかなかった。1694年（元禄7年）にこの地を訪れた貝原益軒は『豊国紀行』に「別府より船にて府内に行。漕出し後は日よりもしづけし。高崎山の麓を行。高崎山は別府の東南の海辺に有。山上に大友の城跡有。陸地を行ば高崎の西の方。赤松嶺をこす。難所なり。」、「歩行にて行ば、東の海辺なる、がけ道を行よし。道細くして危しと云。」と記している。別府・大分間に湾岸沿いの道路が開通したのは1875年（明治8年）のことであった。
その後、別府湾沿岸を整備して国道10号別大国道が、裏手の峠道を整備する形で大分県道51号と東九州道（旧大分道）が整備された。